# Mastax laeviceps
Mastax laeviceps é uma espécie de carabídeo da tribo Brachinini, com distribuição na Índia e Myanmar.